# 伊萨姆·阿德瓦
伊萨姆·阿德瓦（阿拉伯語：عصام_العدوة，1986年9月12日—）是一名摩洛哥职业足球运动员，现在效力于阿联酋阿拉伯海湾联赛球队阿尔迪哈法。

## 俱乐部生涯
阿德瓦在家乡球队卡萨布兰卡外傣开始职业足球生涯。2009年5月25日，他和法国足球甲级联赛球队朗斯签约四年。2009年9月23日，他在法國聯賽盃朗斯4比3击败蒙彼利埃中出场，首次代表球队亮相正式比赛。不过阿德瓦并未能在联赛中出战，2010年1月16日，他被租借到法国足球乙级联赛球队南特。他在2009/10赛季剩余的比赛中为南特联赛出场8次。
2010年6月，阿德瓦加盟科威特球队卡迪斯亞，并帮助球队赢得联赛和杯赛冠军。2011年6月4日，他和葡萄牙足球超级联赛球队吉马良斯维多利亚签约2年。2013年6月18日，未和维多利亚续约的阿德瓦自由转会加盟西班牙足球甲级联赛球队萊萬特，签约2年。2013年8月17日，他在莱万特客场0比7不敌巴塞罗那的比赛中场替补出场，上演西甲联赛首秀。
2015年2月15日，阿德瓦转会到中国足球超级联赛球队重庆力帆。

## 国家队生涯
阿德瓦曾在2007年至2008年入选摩洛哥国奥队。2009年8月12日，他在摩洛哥和刚果的友谊赛首次代表成年国家队出战。